# أل غريني (لاعب كرة قاعدة)
أل غريني (بالإنجليزية: Al Greene)‏ هو لاعب كرة قاعدة أمريكي، ولد في 9 نوفمبر 1954 في ديترويت في الولايات المتحدة، وتوفي بنفس المكان في 18 فبراير 2014.

## وصلات خارجية
- أل غريني على موقعبيزبول رفرنس.كوم (الدوري الرئيسي) (الإنجليزية)